# جنات زبير رحماني
جنات زبير رحماني (بالإنجليزية: Jannat Zubair Rahmani)‏ (مواليد 29 أغسطس 2001) هي ممثلة سينمائية وتلفزيونية هندية. بدأت حياتها المهنية في عام 2009 لكنها اكتسبت شهرة من خلال قناة Colours TV's Phulwa في عام 2011. كما لعبت دور Young Phool Kanwar في Bharat Ka Veer Putra-Maharana Pratap وبانكتي شارما في Tu Aashiqui. في عام 2018، شوهدت في فيلم بوليوود Hichki، حيث لعبت دور طالبة.

## وصلات خارجية
- جنات زبير رحماني على موقع IMDb (الإنجليزية)
- جنات زبير رحماني على موقع قاعدة بيانات الأفلام العربية
- جنات زبير رحماني على موقع قاعدة بيانات الفيلم (الإنجليزية)
- جنات زبير رحماني على موقع ليتربوكسد (الإنجليزية)